# ДОТ № 301 (КиУР)

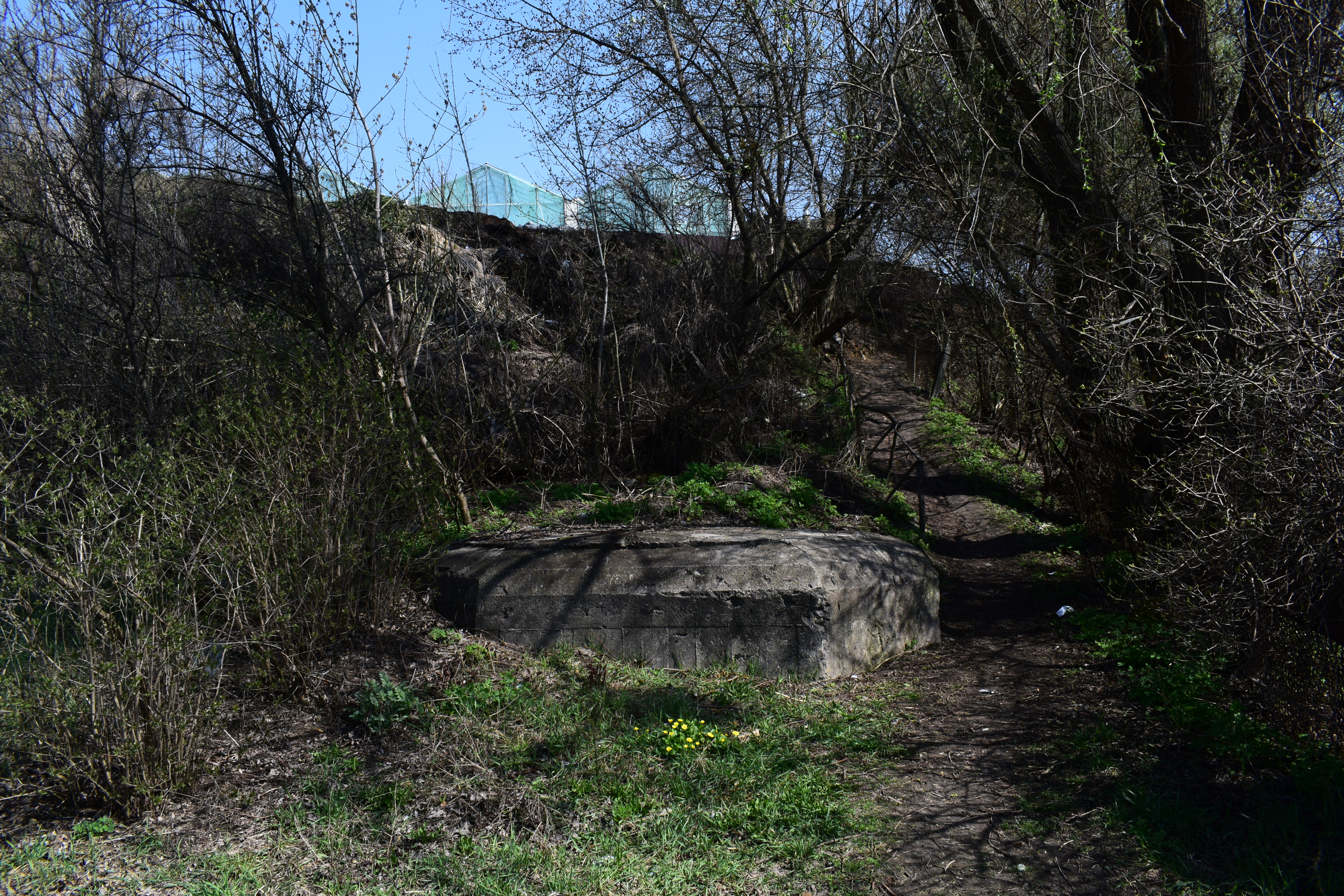
ДОТ № 301. Вид з фронту.

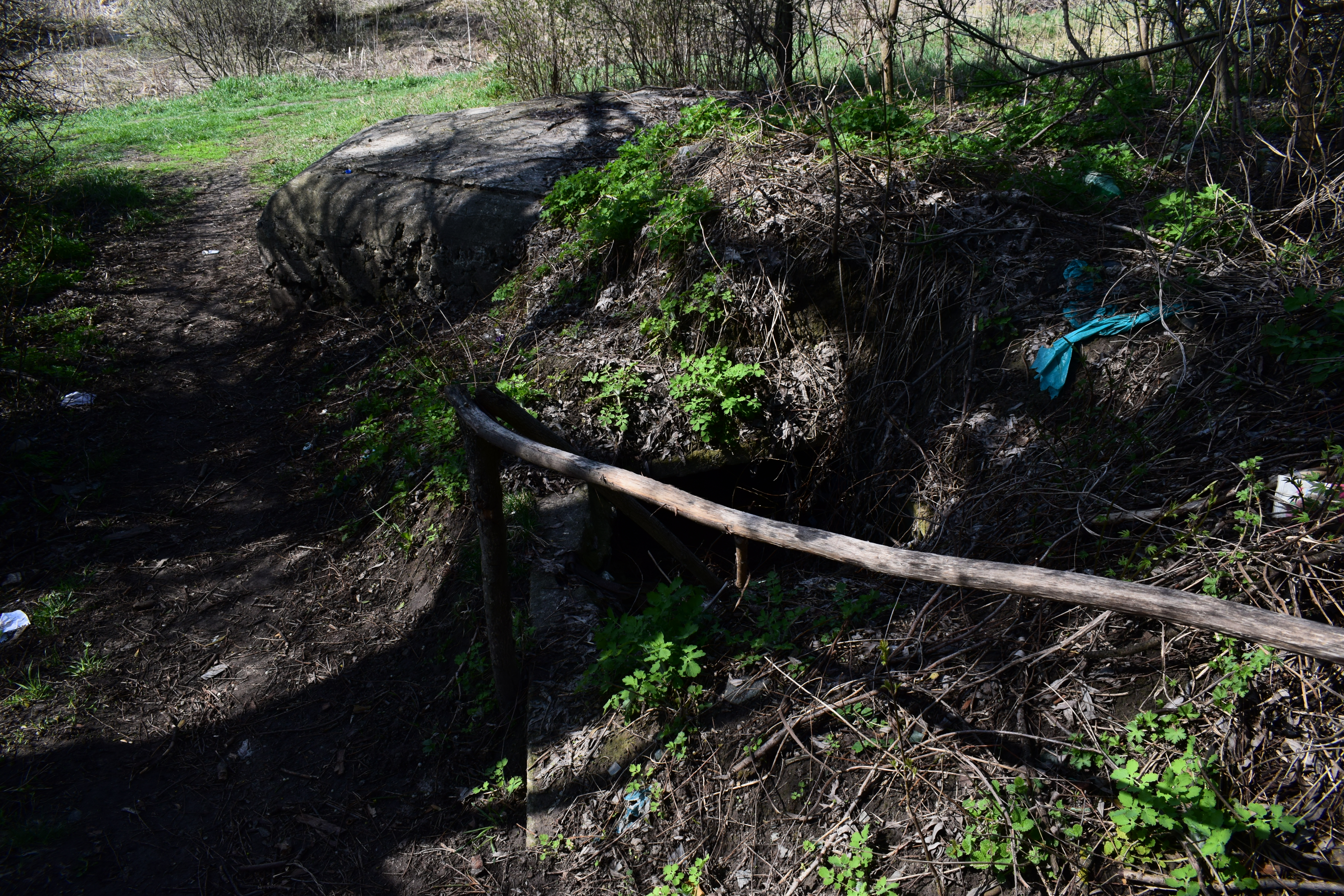
ДОТ № 301. Вид з тилу.

50°21′38.01″ пн. ш. 30°22′05.73″ сх. д. / 50.3605583° пн. ш. 30.3682583° сх. д.
ДОТ № 301 — довготривала оборонна точка, що входила до складу першої лінії оборони Київського укріпленого району.

## Історія будівництва
ДОТ № 301 має один поверх та один невеликий каземат на 1 кулеметну амбразуру для станкового кулемета на станку СТАД. Кулеметний станок у 2007 р. передано до музею. Це споруда типу «МС», тобто це одноамбразурний ДОТ з невеликою стійкістю до артилерійського обстрілу. Вона могла витримати 1 пряме влучаня 122-мм гаубиці. Вогневу точку побудовано у 1932 році. Противідткольний захист з металевої сітки. Вхідні двері дубові, оббиті металом із задрайками. У ДОТа є вхідна прибудова з горизонтальною лядою, що додатково прикриває вхідні двері.

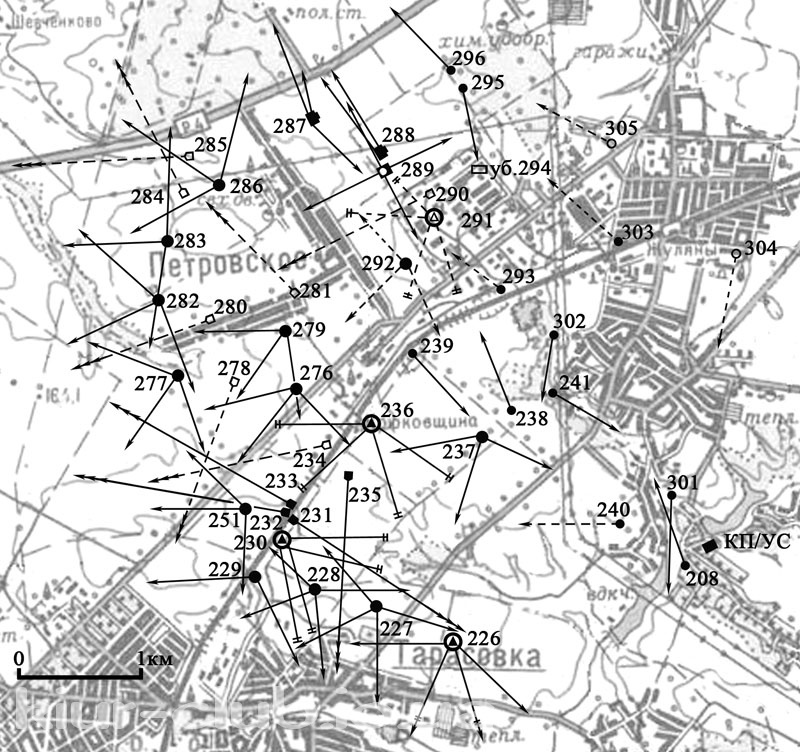
ДОТ № 301 у системі оборони 5-го БРО КиУР

Дот знаходиться в тилу першої лінії, прострілюючи балку, якою протікає ручай - притока Сіверки та разом з ДОТом №208 прострілюючи саму Сіверку.

## Сьогодення
ДОТ № 301 знаходиться на території села Крюківщина, коло стежки, що веде з кінця вулиці Археологічної через балку. Сильно засипаний землею, стан видимої частин добрий.